# Acto académico
Acto académico, la expresión de acto académico, se aplica para generalizar diversos tipos de actividades académicas, orientadas a la capacitación, educación continua, actualización profesional o mejora continua de las personas, circunscritas en la Educación por extensión o Educación continuada. 

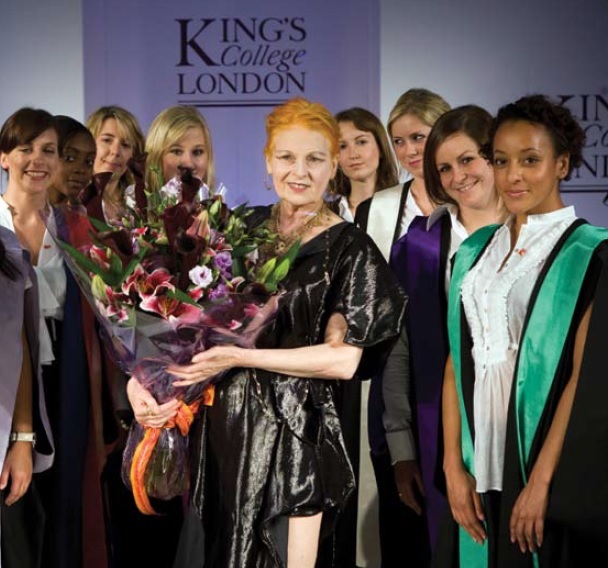
Acto académico

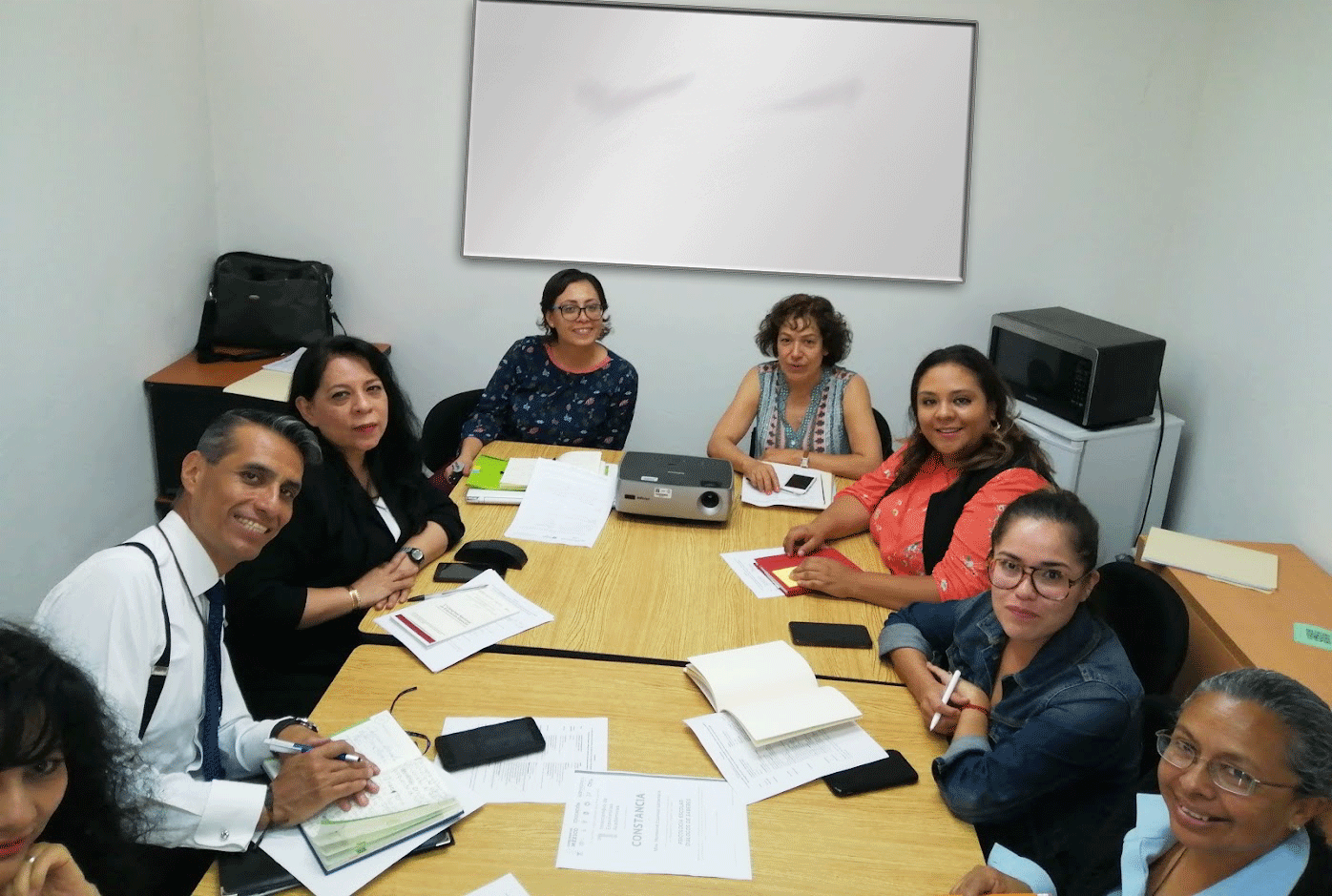
Acto académico

Si bien es cierto que la expresión se ocupa para referirse a homenajes, entrega de diplomas, conmemoraciones, etc., en el sentido estricto de los fines de la educación continua se refiere a la diversidad de prácticas en que se desarrollan los programas de esta modalidad educativa. Lo anterior responde a la necesidad de atender de manera pedagógica a las características de los diferentes actos académicos. De manera resumida: un curso se refiere a un sistema en el que prevalece la enseñanza dirigida por el maestro o facilitador y en el que los contenidos tienen una carga teórica. En un taller, se aplica una metodología de trabajo en la que se integran la teoría y la práctica y esta última prevalece. En un diplomado (diferente a diplomatura), suele aplicarse una metodología similar a la de los talleres, con mayor amplitud en sus horarios de trabajo y organizados por medio de módulos interdependientes. De acuerdo con las recomendaciones de la mayoría de las Instituciones de Educación Superior en México, los diplomados requieren un mínimo de 120 horas de trabajo por los estudiantes (Asociación Nacional de Universidades e Instituciones de Educación superior- ANUIES, 2004). 

## Antecedentes de uso de la expresión
La primera ocasión que en México se aplica "acto académico" para generalizar los diferentes tipos de programas educativos que se ofrecen en la educación continua, se encuentra en el capítulo Actualidad y perspectivas de la educación continua en la Facultad de Psicología, UNAM. de Fernández Sánchez N. y Romay Morales M., en el libro "La Psicología aplicada en México", de Reynaud R. B. y Sanchez S. J. J. (1995, compiladores), ISBN 968-36-4440-6 véase libro.
La expresión pretende diferenciar a las "actividades" y a los "eventos" de educación continua (expresiones que se utilizaban indiscriminadamente). La primera palabra se consideró demasiado particular para las acciones (planeación y gestión, principalmente) que derivan en la instauración y desarrollo de los cursos, talleres, conferencias y diplomados. La segunda palabra, evento, aceptada como ceremonia, festival o fiesta no coincidía con la formalidad del desarrollo de los entonces denominados "programas". La acepción de evento "suceso con posibles resultados que se pueden dar en un experimento aleatorio", tampoco se aceptó por considerarse que los actos académicos de educación continua no responden de forma alguna al azar.
Por su parte, la extinta Asociación Mexicana de Educación Continua A. C. (AMEC, 1990 - 2004) retomó poco a poco, desde 1996, el término y hoy en día, como AMECyD, es parte de su léxico.
En el año 2010, la Asociación Nacional de Universidades e Instituciones de Educación Superior (ANUIES, México) hace patente el uso de la expresión para referirse a... Modalidades organizativas de las actividades de educación continua en el documento LINEAMIENTOS Y ESTRATEGIAS PARA EL FORTALECIMIENTO DE LA EDUCACIÓN CONTINUA, página 44. 

## Nombre del acto académico
Toda vez que la educación continua es parte de la educación no formal, se recomienda que en la difusión o presentación de un acto académico se exprese el nombre de este, el tipo (curso, taller, diplomado, etc.), los contenidos a atender, el objetivo de aprendizaje del mismo y las características de los destinatarios, en forma breve. El propósito de señalar esta información es que los posibles beneficiados del acto académico conozcan las caracterírticas del mismo sin la necesidad de recurrir a la instancia que lo desarrollará. De igual forma, la institución que ofrece el acto académico se responsabiliza de cubrir lo que se exprese en la difusión.

## Tipo de Acto académico
Entre los actos académicos más frecuentes podemos encontrar:
- Diplomado
- Foro
- Inauguración / Clausura(del acto académico)
- Conferencias
- Taller
- Curso
- Seminario

(y algunas combinaciones de los tres últimos).

## Organización temática
Dada la organización general de los contenidos, se estructura genéricamente a las distintas unidades, teniéndose en cuenta el nombre de la unidad, objetivos, duración, índice y responsables.